# Первый мститель (саундтрек)
«Пе́рвый мсти́тель» (саундтрек) — это альбом саундтреков к фильму «Первый мститель» (2011) студии Marvel Studios, основанному на персонаже компании Marvel Comics. Музыка была написана американским композитором Аланом Сильвестри и записана студией Air Studios. Buena Vista Records объявила детали саундтрека в июне 2011 года и выпустила его 19 июля в США.

## Трек-лист
Вся музыка написана Аланом Сильвестри, за исключением случаев, где это не указано.
| №                   | Название                      | Текст песни         | Музыка              | Длительность |
| ------------------- | ----------------------------- | ------------------- | ------------------- | ------------ |
| 1.                  | «Captain America Main Titles» |                     |                     | 0:56         |
| 2.                  | «Frozen Wasteland»            |                     |                     | 1:53         |
| 3.                  | «Schmidt's Treasure»          |                     |                     | 3:01         |
| 4.                  | «Farewell to Bucky»           |                     |                     | 2:50         |
| 5.                  | «Hydra Lab»                   |                     |                     | 1:54         |
| 6.                  | «Training the Supersoldier»   |                     |                     | 1:08         |
| 7.                  | «Schmidt's Story»             |                     |                     | 1:59         |
| 8.                  | «VitaRays»                    |                     |                     | 4:25         |
| 9.                  | «Captain America "We Did It"» |                     |                     | 1:59         |
| 10.                 | «Kruger Chase»                |                     |                     | 2:55         |
| 11.                 | «Hostage On the Pier»         |                     |                     | 2:46         |
| 12.                 | «General's Resign»            |                     |                     | 2:18         |
| 13.                 | «Unauthorized Night Flight»   |                     |                     | 3:13         |
| 14.                 | «Troop Liberation»            |                     |                     | 5:06         |
| 15.                 | «Factory Inferno»             |                     |                     | 5:06         |
| 16.                 | «Triumphant Return»           |                     |                     | 2:16         |
| 17.                 | «Howling Commando's Montage»  |                     |                     | 2:16         |
| 18.                 | «Hydra Train»                 |                     |                     | 3:27         |
| 19.                 | «Rain Fire Upon Them»         |                     |                     | 1:39         |
| 20.                 | «Motorcycle Mayhem»           |                     |                     | 3:05         |
| 21.                 | «Invasion»                    |                     |                     | 5:09         |
| 22.                 | «Fight on the Flight Deck»    |                     |                     | 3:30         |
| 23.                 | «This is My Choice»           |                     |                     | 3:26         |
| 24.                 | «Passage of Time»             |                     |                     | 1:35         |
| 25.                 | «Captain America»             |                     |                     | 1:08         |
| 26.                 | «Star Spangled Man»           | David Zippel        | Alan Menken         | 2:53         |
| 27.                 | «Captain America March»       |                     |                     | 2:36         |
| Общая длительность: | Общая длительность:           | Общая длительность: | Общая длительность: | 71:53        |

Примечание: Трек «Captain America March» был выпущен только как бонус-трек для скачивания и не включён на физический компакт-диск. Исполнение биг-бэндом в стиле 1940-х годов «Make Way for Tomorrow Today» из фильма «Железный человек 2» (2010) было аранжировано Аланом Сильвестри, что соответствует тому периоду времени и слышно в фильме, но не включено в саундтрек, а позже будет использовано в финальных кадрах и титрах фильма «Мстители: Финал» (2019).

## Производство
В июне 2011 года студия Buena Vista Records объявила подробности о выпуске саундтрека к фильму. Альбом включает в себя оригинальную музыку Алана Сильвестри, а также оригинальную песню «Star Spangled Man» на музыку Алана Менкена и слова Дэвида Циппеля. Саундтрек был записан на студии Air Studios в Лондоне и выпущен 19 июля 2011.

## Реакция
| Оценки критиков | Оценки критиков                                                                    |
| Источник        | Оценка                                                                             |
| --------------- | ---------------------------------------------------------------------------------- |
| AllMusic        | 3,5 из 5 звёзд · 3,5 из 5 звёзд · 3,5 из 5 звёзд · 3,5 из 5 звёзд · 3,5 из 5 звёзд |
| Filmtracks      | 4 из 5 звёзд · 4 из 5 звёзд · 4 из 5 звёзд · 4 из 5 звёзд · 4 из 5 звёзд           |
| Movie Music UK  | 4,5 из 5 звёзд · 4,5 из 5 звёзд · 4,5 из 5 звёзд · 4,5 из 5 звёзд · 4,5 из 5 звёзд |
| Movie Wave      | 4 из 5 звёзд · 4 из 5 звёзд · 4 из 5 звёзд · 4 из 5 звёзд · 4 из 5 звёзд           |

Музыка получила положительные отзывы критиков. Джеймс Саутхолл из Movie-Wave.net прокомментировал: «Для тех из нас, кто рвёт на себе волосы в отчаянии из-за смехотворно глупого подхода к озвучиванию фильмов [Marvel] со времён „Железного человека“, могут ещё немного повременить с имплантацией волос — это именно та симфоническая оценка старой школы с большой темой, которую мы ждали».
Джонатан Брокстон из Movie Music UK заявил: «Первый мститель — одна из самых приятных композиций лета по одной единственной причине — это весело. В этом нет ничего претенциозного, ничего скрытого, никакого более глубокого смысла. Так же, как фильм, который он сопровождает, он носит своё сердце на рукаве и имеет простую цель: взволновать вас, развлечь вас и оставить улыбку. Иногда вам просто нужна такая партитура, наполненная элементарными удовольствиями, и работа Сильвестри здесь с апломбом преуспевает в этом отношении».
В рецензии на Allmusic говорится: «Уместно стоическая и экспансивная, главная тема фильма „Первый мститель“ кажется одновременно знакомой и культовой, появляясь в самом начале саундтрека (как и положено всем хорошим темам супергероев) на фундаменте из раскатистых военных тресков, духовых в тонах сепии и длинных струнных, которые напоминают бесконечное море янтарных волн зерна. Это приятно и эффективно, но не новаторски, что в значительной степени характеризует партитуру в целом. Бомбический, мелодраматический, пропитанный духом крупнобюджетного приключенческого кино конца 70-х — начала 80-х годов, „Капитан“ здесь хорошо подан, даже если временами все это кажется немного старомодным. Тем не менее, очень приятно услышать, как хорошо дирижирующий оркестр, а не комната, полная дорогих компьютеров и клавиатур, выдаёт большую традиционную партитуру к боевику, и мало кто делает это так хорошо, как Сильвестри».
Тема Сильвестри для Капитана Америки — первая, которая появляется в других фильмах Кинематографической вселенной Marvel, таких как «Мстители» (2012), «Тор 2: Царство тьмы» (2013), «Первый мститель: Другая война», «Мстители: Эра Альтрона» (2015) и «Мстители: Финал» (2019).